# Jan Laichter
Jan Laichter (28. prosince 1858 Dobruška – 31. října 1946 Praha) byl český nakladatel a knihkupec. Nakladatelství Jan Laichter je známé především vydáváním filozofické, sociologické, ekonomické a právní literatury. Nakladatelství působilo ještě v roce 1947, kdy v knižnici "Otázky a názory" vydalo řadu publikací. Byl dlouholetým předsedou Svazu knihkupců a nakladatelů československých. Dům jeho nakladatelství (Laichterův dům) je mimořádným dílem architekta Jana Kotěry.

## Životopisná data
- 1882 zaměstnán v Ottově nakladatelství a knihkupectví (redakce OSN a Ruské knihovny)
- 1893 zakládá spolu s T. G. Masarykem a F. Drtinou revue Naše doba[3]
- 1894 vydává první ročník "Naší doby" jako knihu
- 1896 zakládá vlastní nakladatelství (až do r. 1949)
- 1896 uvádí svůj Výbor nejlepších spisů poučných
- 1901 sám řídí edici Otázky a názory (etická a náboženská literatura)
- 1911 rozhodnuto zahájit vydávání edice České dějiny; šlo o souborné zpracování české historie, publikované monografie měly nahradit a revidovat Dějiny Palackého[4] (po zániku Laichterova nakladatelství vydala ještě několik svazků této edice Československá akademie věd)
- 1931 vydává známou edici Filozofická knihovna (LFK)
- 1900–10 vydává prvních 11 ročníků České mysli.
- 1945 ocenění UK jeho zásluhy o českou knihu – titul Dr.h.c.